# Colder
Colder is een livealbum van Redshift. De nummers op het album zijn opgenomen tijdens het Hampshire Jam Festival op 13 november 2010, de negende versie van dat festival. Uit de personeelslijst van het album blijkt dat Redshift weer een redelijke stabiele basis heeft in de toen uitvoerende musici. De muziek blijft even dreigend als voorheen, dat is vooral te danken aan de inbreng van Mark Shreeve. De stijl is onverminderd Elektronische muziek uit de Berlijnse school.

## Musici
- Ian Boddy. Julian Shreeve, Mark Shreeve – synthesizers, elektronica

## Muziek
| Nr. | Titel                   | Duur  |
| --- | ----------------------- | ----- |
| 1.  | sister moon             | 15:24 |
| 2.  | roses are red...        | 3:33  |
| 3.  | two worlds & in-between | 14:05 |
| 4.  | azure                   | 5:14  |
| 5.  | colder                  | 13:01 |
| 6.  | chain gun               | 10:33 |